# Parque Nacional Lagunas de Montebello
Parque Nacional Lagunas de Montebello är en nationalpark i Mexiko.   Den ligger i delstaten Chiapas, i den sydöstra delen av landet, 900 km öster om huvudstaden Mexico City. Parque Nacional Lagunas de Montebello ligger 1 467 meter över havet.